# Виноделие в Алжире

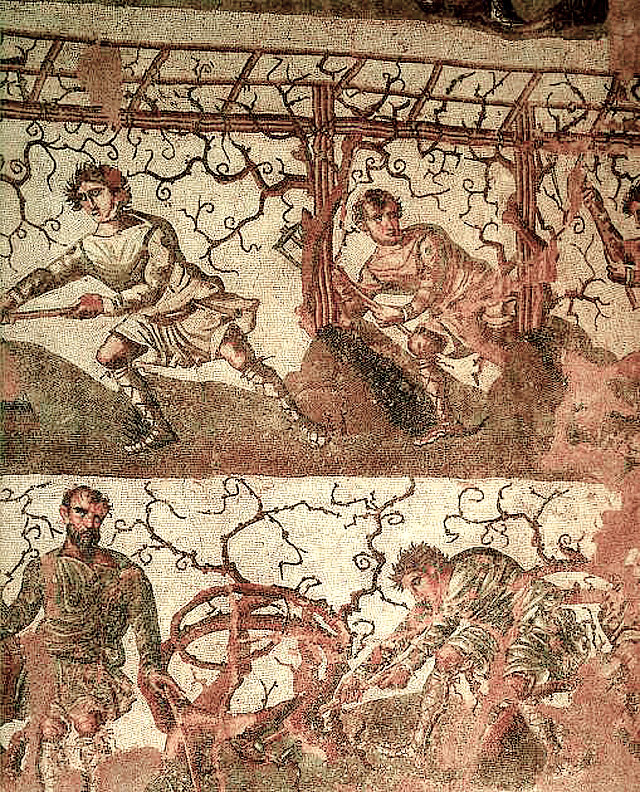
Римская мозаика — часть серии, изображающей сельскохозяйственные работы. Из собрания археологического музея в Шершеле

Виноде́лие в Алжи́ре корнями уходит в Античность — в частности, к периоду владычества Карфагена и Древнего Рима. Пик производства вина в стране относится ко временам Французского Алжира, когда в первой половине XX века площадь виноградников достигала 396 000 гектаров, а ежегодное производство — 18 000 000 гектолитров. Цены на алжирское вино в годы после Второй мировой войны были выше общемировых, но, несмотря на это, оно составляло 22 % объёма импорта Франции из её колониальных владений. После обретения Алжиром независимости в 1962 году и потери основного рынка сбыта производство вина резко сократилось, но страна по-прежнему занимает второе место по производству и пятое по экспорту вина среди всех стран африканского континента.

## История

### От доисторических времён до XVIII века

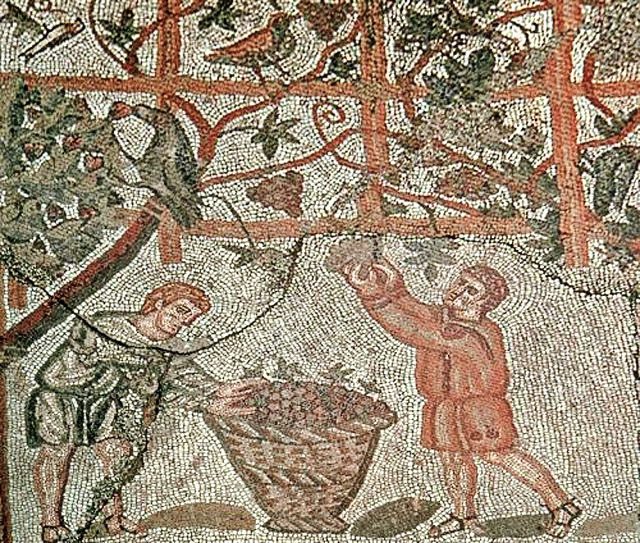
Виноградник на перголе — римская мозаика в Шершеле

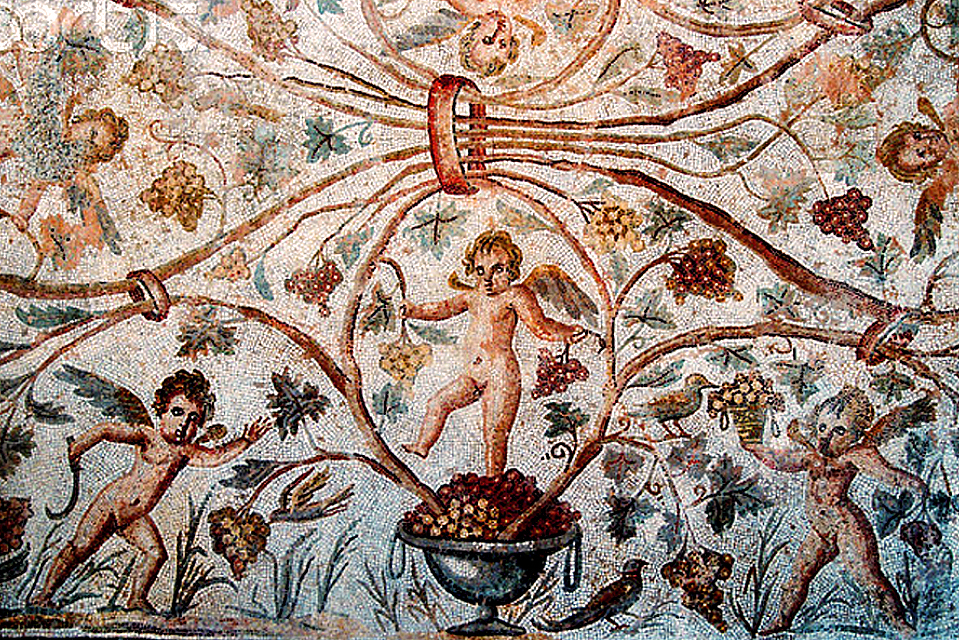
Амуры-виноградари — римская мозаика в Гиппоне

С древних времён дикий (или лесной) виноград произрастал на алжирском побережье Средиземного моря, овивая стволы деревьев. Виноград давал небольшие ягодки, которые употреблялись в пищу берберами в свежем или сушёном виде.
Карфагеняне скрестили дикий виноград Vitis vinifera silvestris с Vitis vinifera sativa и засадили им сперва мыс Бон, а затем другие прибрежные владения. Новые разновидности винограда, созданные на основе местных сортов, сохранились в столовых виноградах — так называемых кабильских. Римское завоевание территории будущего Алжира превратило эти земли в житницу, где выращивалась пшеница, но винодельческая традиция также сохранилась в таких городах, как Цезарея Мавританская (современный Шершель), Гиппон (Аннаба) или Куикуль (Джемила). До нашего времени дошло большое количество римских мозаик, изображающих виноград и виноградарей.
Арабское завоевание VII века отрицательно сказалось на виноградарской культуре региона, подорвав виноделие, как запрещённое исламом занятие, хотя производство столового винограда продолжалось. Вместе с тем ислам плохо приживался в некоторых берберских племенах, продолжавших выращивать виноград и производить вино. Сохранились многочисленные воспоминания путешественников этого периода, рассказывающих о том, что на базарах можно было найти также сладкие финиковое, медовое и изюмное вина.
Алжирские евреи продолжали производить кошерное вино. Когда в Орании поселились испанцы, они возобновили выращивание винограда. Клиенты у виноделов находились: среди них были и турецкие янычары, и рабы-христиане, и экипажи европейских торговых судов, не говоря уже о подпольном употреблении вина поддаными Алжирского эялета.

### XIX век
Накануне французского вторжения, начавшегося в 1830 году, посадки винограда занимали в Алжирском эялете лишь порядка 2000 гектаров. Виноградники использовались преимущественно в качестве разделителей между полями, а сами ягоды употреблялись в пищу в свежем или сухом виде.
В 1836 году французский маршал Клозель попробовал наладить сельскохозяйственное производство в окрестностях Буфарика, но эта попытка провалилась из-за военных действий 1839 года.
Первые колонисты сеяли зерновые, поскольку их производство не требовало больших вложений. Вино посредственного качества импортировалось из Франции и из Испании. В 1841 году сменивший Клозеля маршал Бюжо решил стимулировать собственное винное производство и поручил Алжирскому сельскохозяйственному обществу разработать план развития виноградарства.
Начало было долгим и сложным. В 1851 году в 41 центре колонизации поселенцам были розданы привезённые из Франции саженцы, но лишь немногие из них прижились. Однако к 1858 году виноградники занимали уже 4374,72 гектара, а к 1861 — 5564,49 гектара. Виноградники располагались преимущественно в трёх провинциях: Алжир (2352,30 гектара), Оран (2574,85 гектара) и Константина (637,34 гектара). Производство красного и белого вина достигло 36 682 гектолитров.

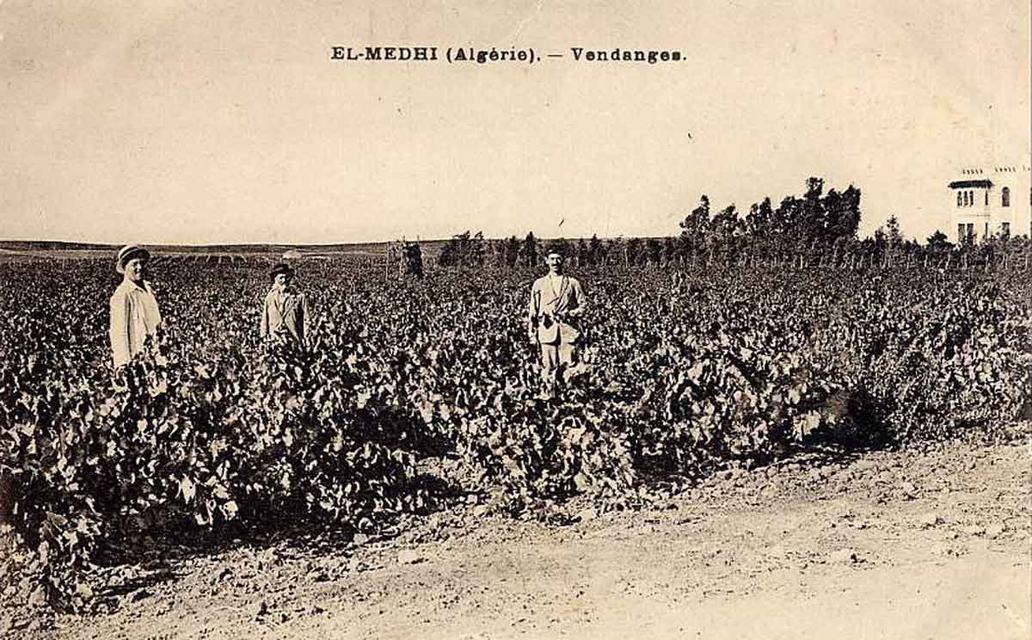
Виноградники в Эль-Медхи

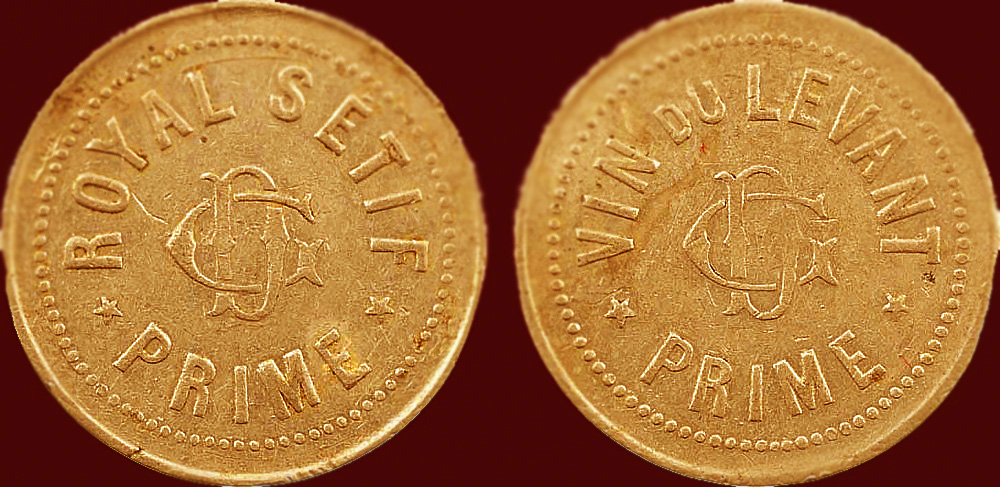
Жетон сетифского вина, около 1875

В 1861 году генерал-губернатор маршал Пелисье открыл два винодельческих хозяйства вблизи города Алжира, а точнее в Бирхадеме и в Бир-Мурад-Раисе. Последнее стало процветать и со временем превратилось в крупнейшее виноградарское хозяйство, заняв площадь в 6500 гектаров.
Постепенно виноделие распространялось в стране, на Всемирной выставке 1862 года в Лондоне выставлялись около 80 производителей алжирского вина.
В 1868 году кардинал Лавижри создал виноградник в хозяйстве Улид-Адда в Мезон-Карре. Первоначально производимое вино использовалось лишь для богослужебных нужд, но к 1930 году объём производства хозяйства достиг уже 50 000 гектолитров в год, причём среди производимого вина были некоторые ставшие знаменитыми марки.
Начиная с 1875 года, когда французские и европейские виноградники уничтожала филлоксера, Алжир стал «землёй обетованной» для виноделов. Генерал-губернатор Алжира Альфред Шанзи получил сообщение, в котором говорилось:
Вам известна ситуация с филлоксерой во Франции. Если Алжир имеет желание и осторожность, чтоб её избежать, то, призвав на помощь некоторое количество виноделов, он сможет наполнить винные погреба Франции.

В 1877 году Шанзи выступил с заявлением: 
Необходимо завлечь в Алжир при помощи той сельскохозяйственной культуры, к которой они привыкли, часть французского населения, жестоко пострадавшего от филлоксеры.
Начиная с 1880 года, в Алжир начали прибывать и селиться на северо-западном побережье страны виноградари из департаментов Эро, Гар и Од. Они изменили облик Алжира, высадив за несколько лет 125 000 гектаров виноградников. На целых сто лет вино стало главной статьёй дохода Алжира, его производство стимулировалось законом от 11 января 1851 года, освобождавшим от пошлин при ввозе в метрополию все продукты алжирского сельского хозяйства.

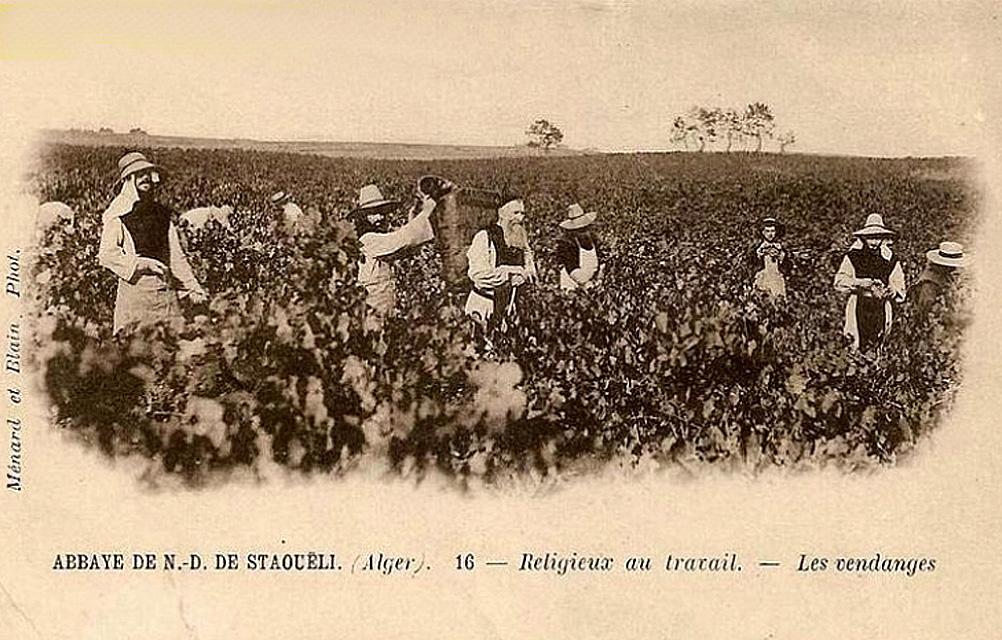
Виноградники в Аббатстве Нотр-Дам де Стауэли

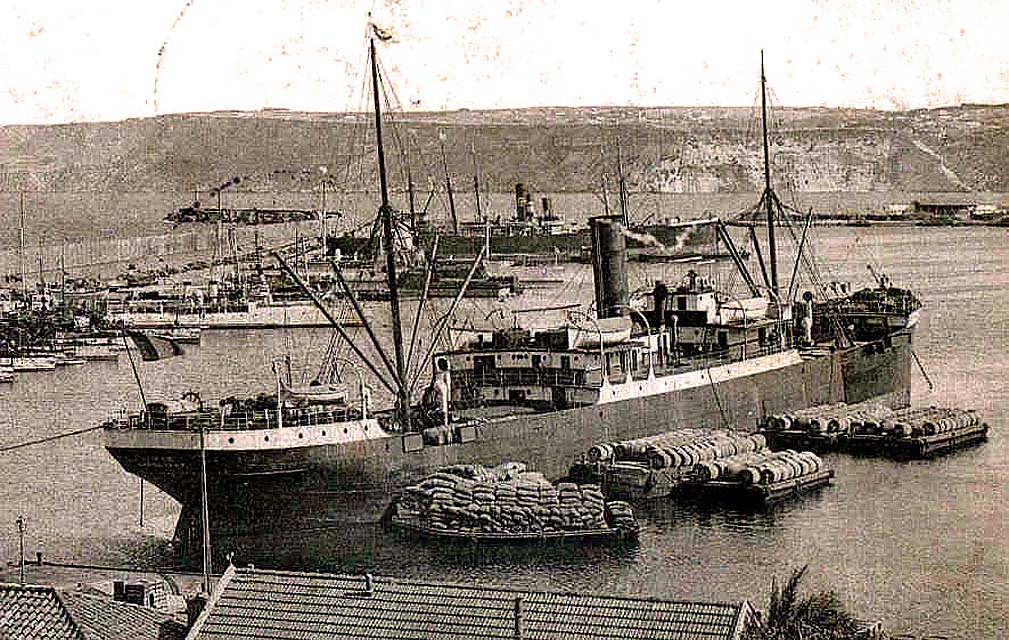
Погрузка вина в бочках на корабль в порту Орана, 1898

«Алжирский банк» предоставлял колонистам необходимые фонды для создания виноградников и покупки оборудования, но тот же банк жёстко взыскивал недоимки. Тем не менее, спрос на кредиты был столь велик, что банк не мог их полностью обеспечить.
Тем временем французское виноделие восстанавливалось, а в самом Алжире также обнаружилась филлоксера. Кроме того, торговцы требовали высокоградусные вина, производство которых было ещё слабо налажено. Всё это привело к сильному падению цен на алжирское вино: так, в 1885 году оно продавалось по 10—11 франков за литр, в то время как ранее цена доходила до 35 франков.
В то же самое время «Алжирский банк» прекратил выдачу сельскохозяйственных кредитов, а его директор был уволен. Новый директор Нельсон Шьерико заявил, что сельскохозяйственные кредиты были «излишне смелым новшеством [при введении которого] были иногда потеряны из вида границы дозволенного, возможно, были забыты правила осторожности».

### Первая половина XX века

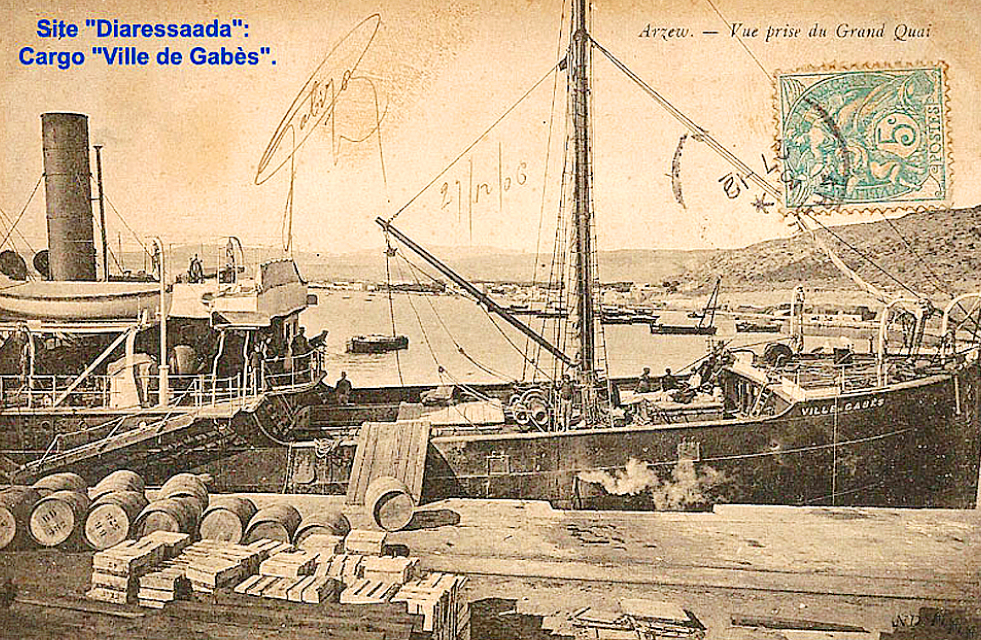
Погрузка вина в бочках на корабль в порту Арзева

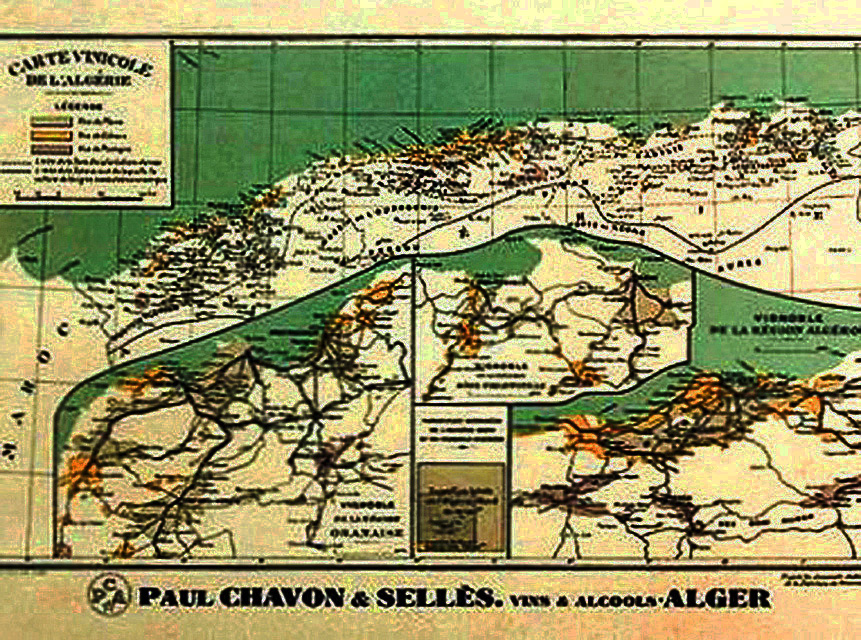
Винодельческая карта Алжира, начало 1900-х годов

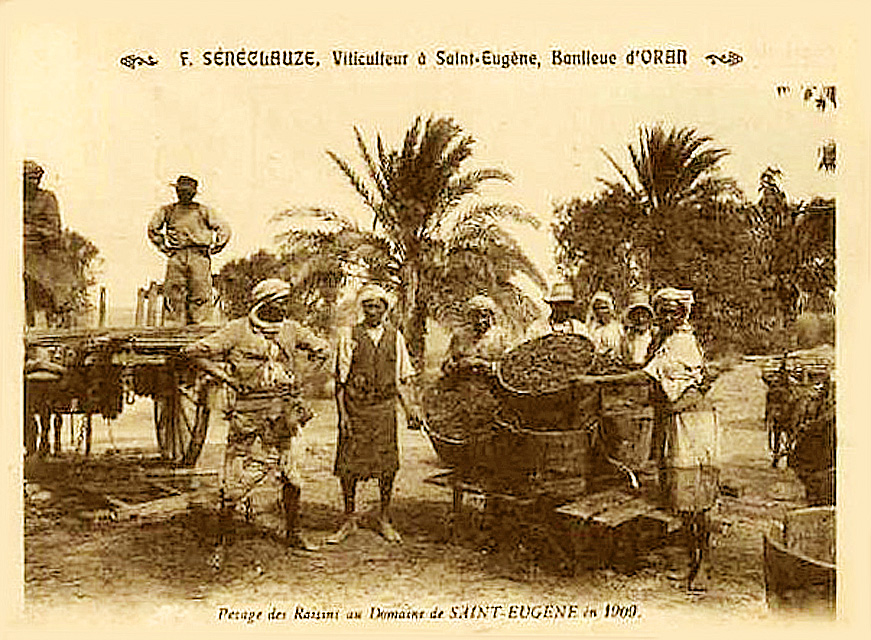
Взвешивание винограда, Оран, 1909

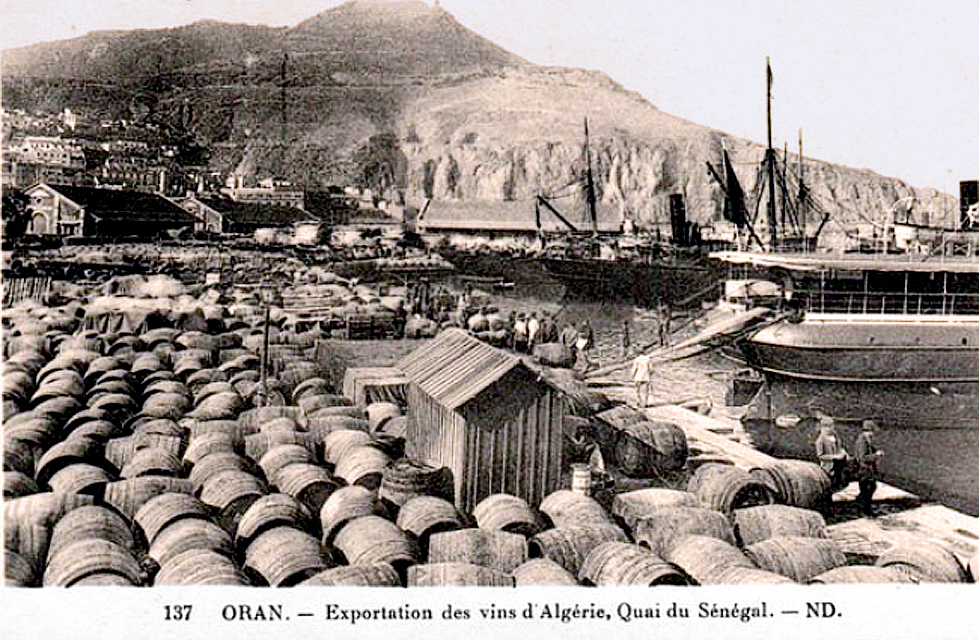
Погрузка вина в бочках на корабль в порту Орана

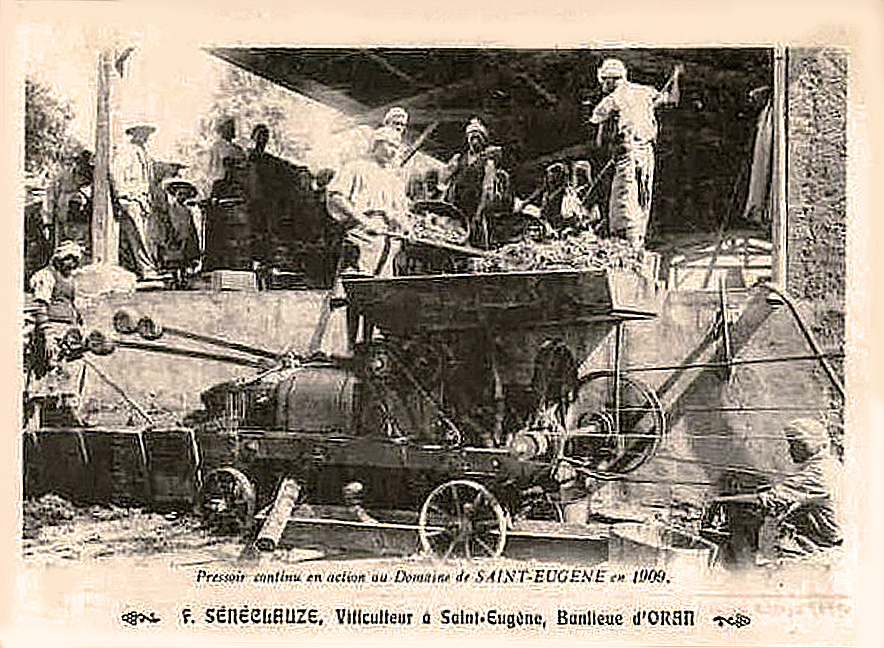
Выжимание винограда, Оран, 1909

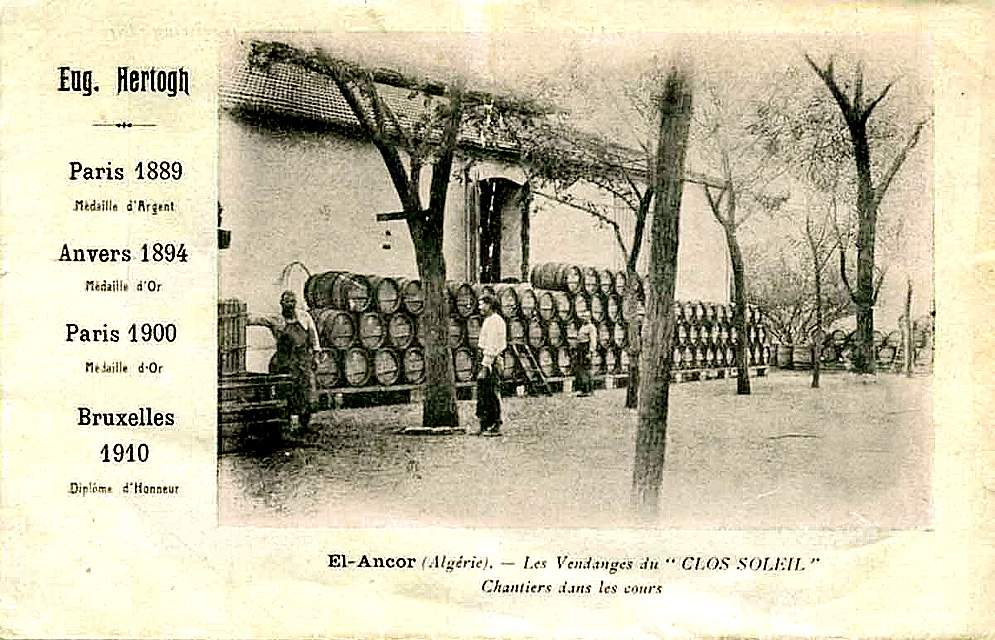
Винодельческое хозяйство «Кло-Солей» в Эль-Ансоре, слева — награды международных выставок

28 июля 1886 года во Франции был принят закон, требовавший высаживать привитые виноградные кусты, что позволило обуздать последствия кризиса филлоксеры. В 1903 году специалисты винных складов Берси признали: 
алжирские вина достигли высочайшего качества и впервые превосходят вина южной Франции.
К 1914 году площадь виноградников в Алжире достигла 150 000 гектаров. После окончания Первой мировой войны рост площади виноградников продолжился, так что к 1918 году они занимали уже 171 723 гектара.
Виноделы метрополии забеспокоились, поэтому в 1929 году были подготовлены проекты двух законов: один предусматривал ограничение импорта, другой — лимитирование площадей виноградников. Эти законодательные инициативы вызвали обратный эффект: алжирские колонисты принялись ускоренными темпами наращивать площади виноградников, чтобы поставить правительство перед свершившимся фактом.
На Сельскохозяйственном конкурсе 1930 года жюри призналось, что не способно отличить некоторые алжирские вина от лучших сортов бордо. Также росло и количественное производство: например, винодельческий кооператив Буфарика производил 60 000 гектолитров и планировал наращивать производство; виноградные посадки в Митидже занимали 100 % земель сельскохозяйственного назначения. Из портов Алжира и Орана без перерыва отходили гружённые вином суда.
В 1935 году площадь виноградников в Алжире составляла 396 000 гектаров, годовое производство вина достигло 18 000 000 гектолитров. В метрополию экспортировалось 98 % произведённой продукции. В 1936 году площадь виноградников достигла своего пика и составила 399 447 гектаров. В 1930-х годах Алжир стал 4-м в мире производителем и 1-м в мире экспортёром вина — на его долю приходилось ⅔ международной винной торговли (на Италию приходилось 7 %, на Францию — 4,3 %, на Испанию — 3 %).
В 1950-х годах производство стабилизировалось — под выращивание винограда было занято 380 000 гектаров, что позволяло производить в год от 16 000 000 гектолитров вина.
Вино было основной статьёй алжирского экспорта, но также занимало значительную часть колониального импорта метрополии — в 1958 году на него приходилось 22 % от всего объёма импорта Франции из её колониальных владений. При этом алжирское вино было отнюдь не дёшево и цены на него существенно превышали уровень мировых — оно было на 75 % дороже греческого, испанского или португальского вина сравнимого качества.
На момент провозглашения независимости Алжира в 1962 году виноградники занимали 350 000 гектаров, ежегодное производство вина составляло от 14 000 000 до 18 000 000 гектолитров. На виноградники приходилось лишь 10 % сельскохозяйственных земель, но они давали 30 % выручки. Выращивание винограда обеспечивало работой 32 140 семей.

Этикетки вин колониального периода
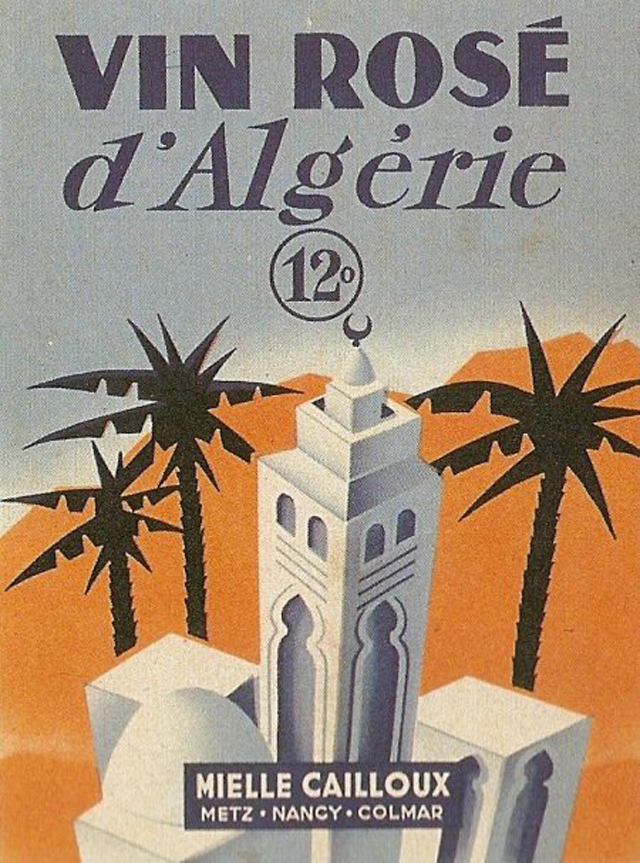
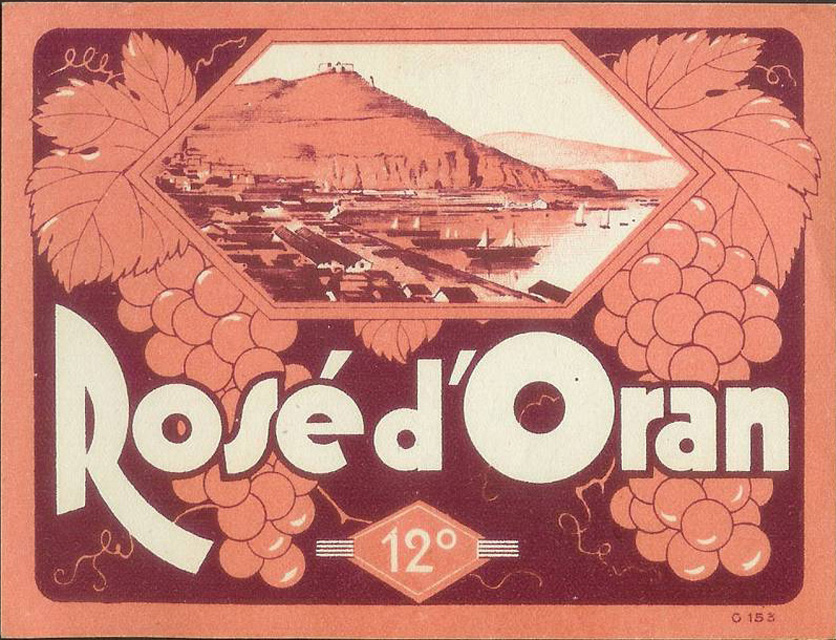
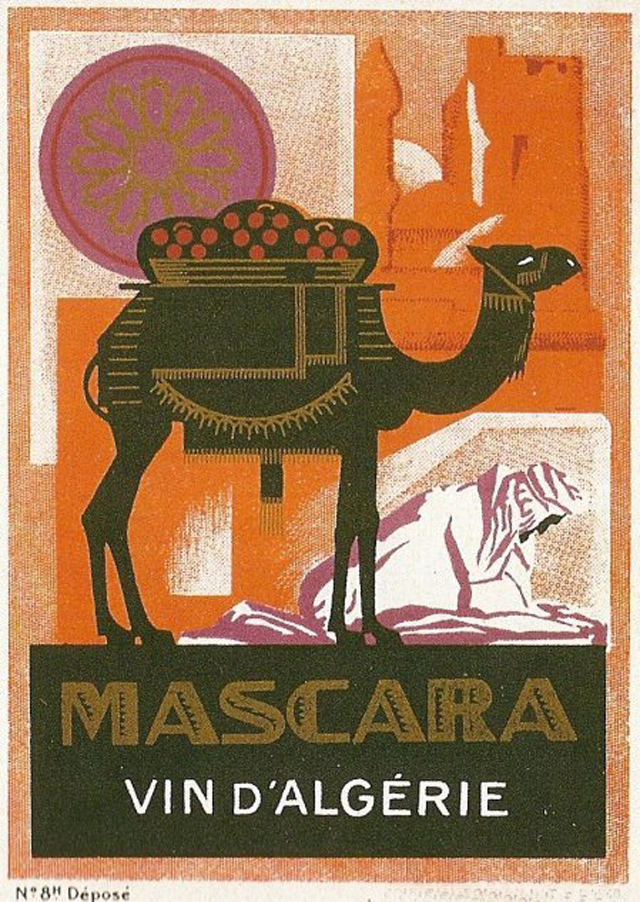
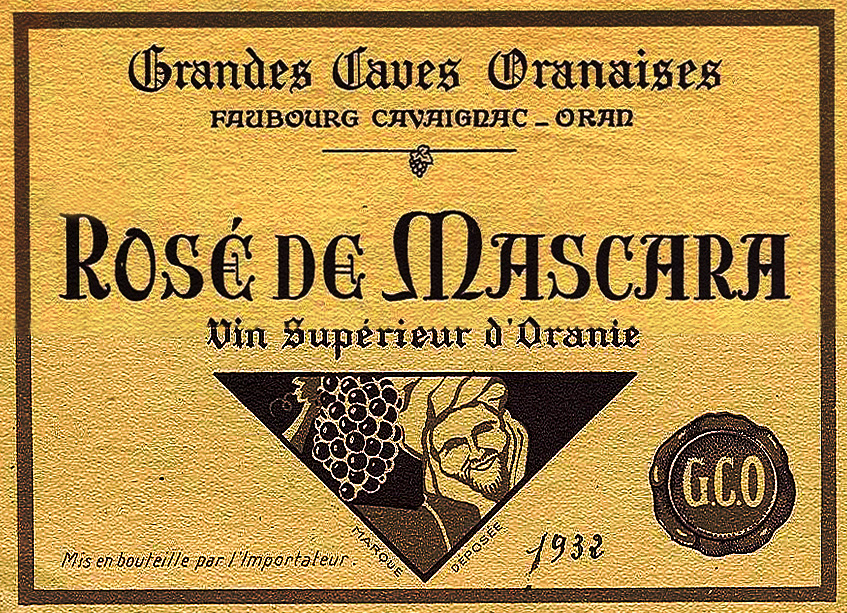
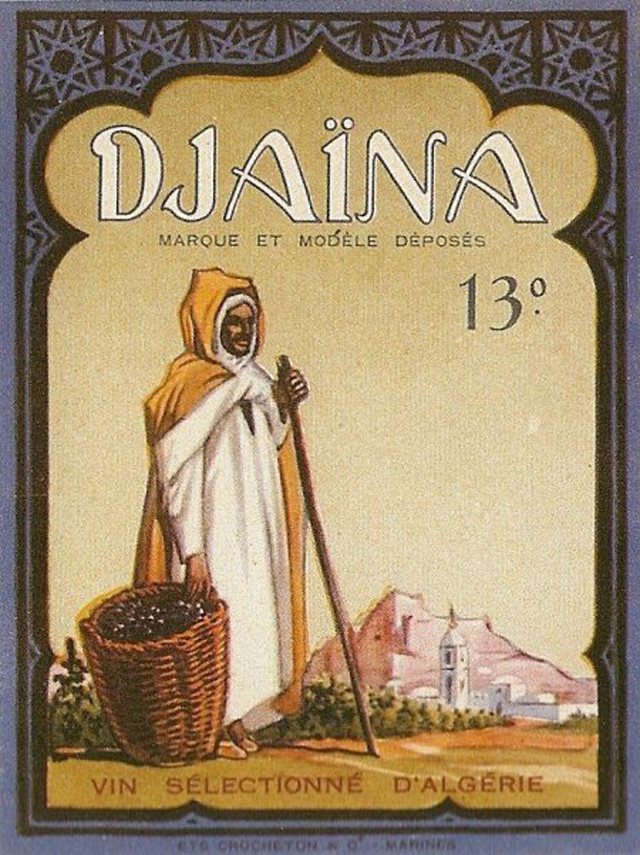

### В независимом Алжире
После обретения страной независимости в 1962 году в виноградарстве начался глубочайший кризис. Французы — главные покупатели алжирских вин — бойкотировали покупку вин из Северной Африки, а внутренний рынок был недостаточно развит. Алжир поставлял какое-то количество вина в Западную Германию и страны Бенилюкса, но объём этих поставок был не столь велик и не мог компенсировать потерю французского рынка.

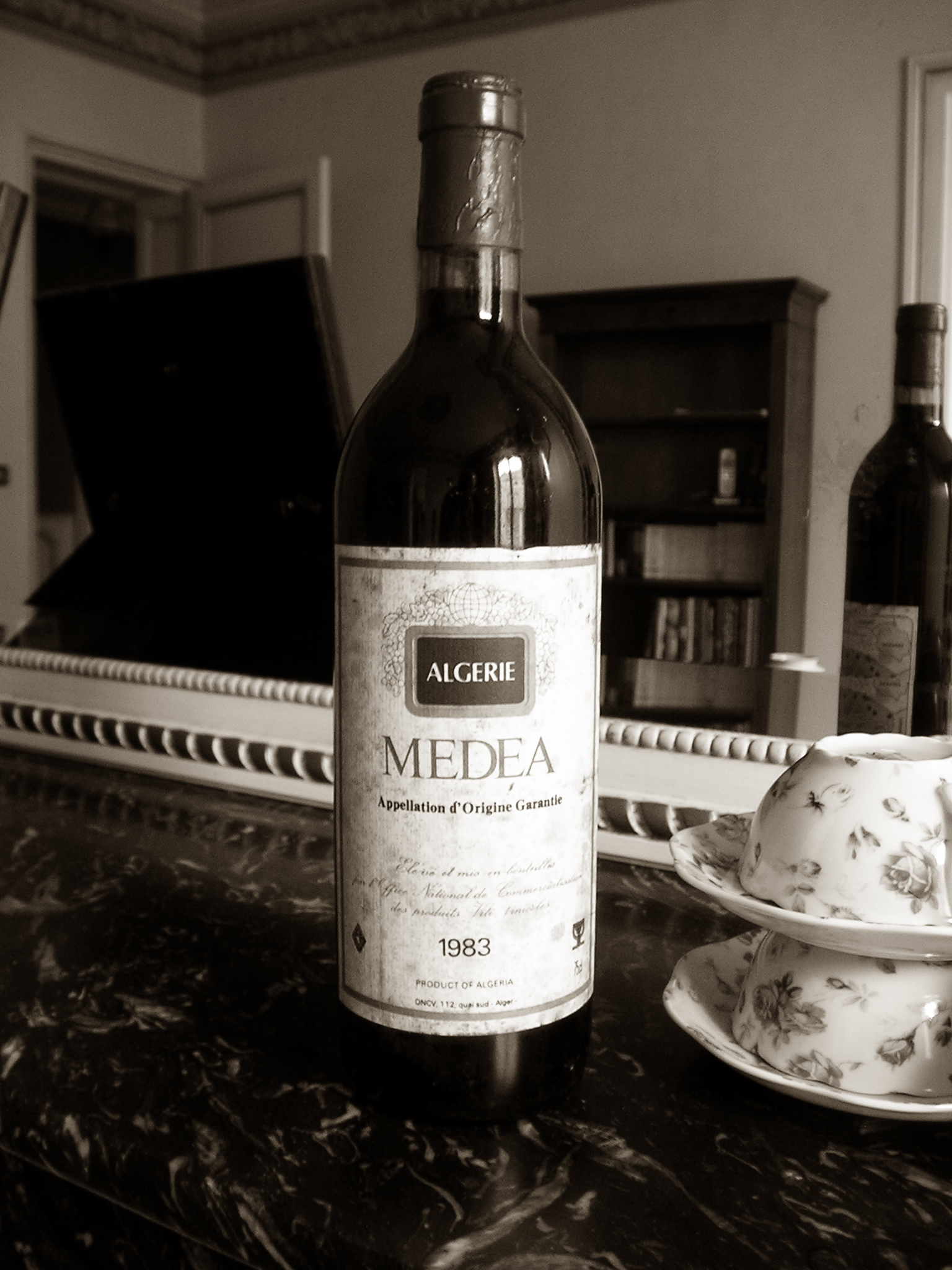
Бутылка алжирского вина 1983 года

Это вынудило социалистическое алжирское правительство обратить свой взор в сторону стран Восточного блока. Президент Ахмед бен Белла обратились к «красному миллиардеру» Жан-Батисту Думану, который выступил посредником при продаже алжирского вина в страны Восточной Европы. В 1968 году Алжир поставил в СССР 1 000 000 гектолитров вина, было также подписано соглашение о поставке ещё 5 000 000 гектолитров в 1969—1975 годах. Однако цена, которую Советский Союз соглашался платить за бутылку алжирского вина, была примерно вдвое ниже, чем платила Франция. Более того, Москва предпочитала не расплачиваться деньгами, а поставлять по бартеру товары собственного производства. В 1971 году были проведены дополнительные переговоры на этот счёт, но СССР оказался неуступчивым. Алжир предпринял дополнительные попытки поставки вина в Чехословакию и на Кубу, но эти поставки также оказались нерентабельны.
В начале 1970-х годов между Алжиром и Францией разразился дипломатический кризис, вызванный национализацией нефтегазовой отрасли страны. Франция пригрозила полностью прекратить покупку алжирского вина, занимавшего второе место среди статей валютных доходов в государственный бюджет. В ответ алжирский президент Хуари Бумедьен распорядился выкорчевать тысячи гектаров виноградников. Виноградарство было объявлено «наследием колониализма», и на состоявшемся 15 июля 1971 года совещании Высшего революционного совета было принято решение уничтожить до конца 1973 года 150 000 гектаров виноградников.
На освободившейся от виноградников площади принялись сеять зерновые. Это привело к экономической катастрофе: прежде всего, страна лишилась валютных поступлений и оказалась даже не в состоянии выполнить в полном объёме договорённости по поставкам вина в СССР. Кроме того, производство зерновых требует намного меньше рабочих рук, а также лишь 10 рабочих дней в году, в то время как для виноградарства необходимо 80—90 дней, таким образом, выросла безработица. Выкорчёвывание виноградников привело также к экологической катастрофе — холмы, не сдерживаемые более корнями винограда, стали подвергаться повышенной эрозии.
В 1980—1990-х годах производство вина продолжало сокращаться: в 1981—1985 среднегодовое производство вина составляло 1 010 000 гектолитров, в 1986—1990 — 687 000 гектолитров, в 1991—1995 — 536 000 гектолитров, в 1996 году — лишь 396 000 гектолитров. В 1998 году площади виноградников в Митидже составляли лишь 56 000 гектаров, причём бо́льшая часть была занята под выращивание столового винограда и всего 22 000 гектаров — под нужды виноделия.

## Современное состояние

### Контроль подлинности происхождения
Одновременно с предпринятым в 1970-х годах разгромом отрасли и вопреки ему были предприняты шаги по продвижению алжирского вина как высококачественного продукта.
Несмотря на радикально сократившиеся площади виноградников, спотовые плантации сохранились на всём средиземноморском побережье страны. В 1970 году в стране была введена система контроля подлинности происхождения, названная A. O. G. (фр. Appellation d'Origine Garantie — по аналогии с французской A. O. C.). Из всех виноградников были выделены 7 регионов, вина из которых получили право на особую маркировку, подтверждающую регион их происхождения:
 Айн-Бессам-Буйра (Aïn-Bessem-Bouïra) — виноградники расположены в долине, на песочно-илистых почвах. Здесь производят красные и розовые вина.
 Дахра (Dahra) — виноградники на горных склонах холмов у Средиземного моря на высоте от 100 до 400 метров, на песочных почвах с известковым основанием. Производится красное и розовое вино. В этой области расположены винодельческие хозяйства Château Tajna площадью 300 гектаров и Domaine de Khadra площадью 400 гектаров. Среди других известных марок — красное вино Fleur d'Aboukir.
 Кото дю Заккар (Coteaux du Zaccar) — виноградники на юго-восточном склоне хребта Джебель-Герби на высоте от 600 до 800 метров. Красные и серые почвы, состоящие из глины, сланцев и известкового песка. Производится красное и розовое вино. Среди известных винодельческих хозяйств — Château Romain площадью 380 гектаров.
 Кото де Маскара (Coteaux de Mascara)— виноградники на склонах хребта Бени-Шугран на высоте от 500 до 950 метров, общая площадь 3000 гектаров. Климат с большими сезонными перепадами температур — холодная снежная зима и очень жаркое лето. Красноватые илисто-глиняно-песочные почвы. Производится красное, розовое и белое вино. Среди известных винодельческих хозяйств — Château Beni Chougrane площадью 400 гектаров и Domaine de El Bordj площадью 250 гектаров. Среди других известных марок — Koutoubia и Fares.
 Кото де Тлемсен (Coteaux de Tlemcen) — виноградники на горных склонах хребта Тлемсен на высоте от 600 до 800 метров, общая площадь 1500 гектаров. Климат сухой и прохладный. Почвы глинистые, с известковым основанием. Производится красное, розовое и белое вино с фруктовым вкусом. Среди известных винодельческих хозяйств — Château Mansourah площадью 250 гектаров и Domaine de Sebra площадью 385 гектаров. Domaine de Djedel площадью 350 гектаров. Среди других известных марок — Tlemcen, Bréa.
 Медеа (Médéa) — виноградники преимущественно на горных склонах Телль-Атласа на высоте от 950 до 1200 метров, однако некоторые располагаются в высокогорных долинах. Почвы глинно-илисто-песчаные. Производится красное, розовое, серое и белое вино. Среди известных винодельческих хозяйств — Château Tellag площадью 532 гектара и Domaine de Djedel площадью 350 гектаров. Среди других известных марок — Damiette, Benchicao.
 Мон дю Тессала (Monts du Tessalah) — виноградники на горных склонах хребта Тессала на средней высоте 600 метров. Континентальный климат. Почвы кремнезёмные и известковые. Производится красное и розовое вино, среди известных марок — Saint-Augustin.

### Производство и экспорт
Основу алжирского виноделия составляет государственный сектор. На долю созданной в 1968 году государственной монополии «Национальное бюро виноторговли» (фр. Office national de commercialisation des produits vinicoles) в 2010 году приходилось 65 % производства и практически 100 % экспорта вина. Оставшиеся 35 % производства приходились на долю четырёх созданных в 2000-х годах частных компаний, все из которых были расположены на северо-западе страны. Самыми крупными среди них являются расположенные в Оране Société des Grands Crus de l'Ouest («Общество западных гран-крю») и Les vignobles de l’Oranie («Виноградники Орании»). В отличие от производства вина, выращивание винограда осуществляется преимущественно небольшими частными хозяйствами, которых в стране насчитывается около 3000. Ежегодный рост производства вина составляет 10 %.
Среди выращиваемых сортов преобладают массовые спиртуозные чёрные сорта, такие как кариньян, гренаш и сенсо.  Из белых сортов преобладают уни блан и клерет. В последние годы начинают выращиваться также более изысканные сорта, такие как каберне-совиньон и мерло.
По данным Международной организации виноградарства и виноделия на 2015 год, виноградники в Алжире занимали 77 000 гектаров, в стране производилось 627 000 гектолитров вина в год, из которых 610 000 гектолитров для внутреннего потребления. На экспорт отправлялось лишь 7000 гектолитров, что, тем не менее, позволяло стране быть производителем № 2 и экспортёром № 5 в Африке. Однако отставание по объёму производства от производителя и экспортёра № 1 континента — Южно-Африканской Республики (где вырабатывалось 9 726 000 гектолитров вина в год) — было более, чем в 15 раз. Также следует учитывать, что в колониальные времена Французский Алжир выращивал виноград на 380 000 гектаров, из которых ежегодно производилось 18 000 000 гектолитров вина (падение почти в 30 раз).